# 특별감찰관
특별감찰관(特別監察官)은 대한민국 대통령의 친인척 등 대통령과 특수한 관계에 있는 사람의 비위행위에 대한 감찰을 담당하는 차관급 정무직 공무원이다. 임기는 3년으로 중임할 수 없으며 정년은 65세까지이다. 직무수행에 필요한 범위에서 1명의 특별감찰관보와 10명 이내의 감찰담당관을 임명할 수 있으며, 직무수행을 위하여 필요한 때에는 총 20명 이내의 한도 내에서 감사원, 대검찰청, 경찰청, 국세청 등 관계 기관의 장에게 소속 공무원의 파견 근무와 이에 관련되는 지원을 요청할 수 있다.

## 설립 근거
- 특별감찰관법[3]
  - 특별감찰관 직제[4]

## 연혁
- 2014년 3월 18일 특별감찰관법 제정
- 2014년 6월 19일 특별감찰관법 시행

## 임명 방법
- 국회는 15년 이상 「법원조직법」 제42조 제1항 제1호의 직에 있던 변호사 중에서 3명의 특별감찰관 후보자를 대통령에게 서면으로 추천한다.
- 대통령은 특별감찰관 후보자 추천서를 받은 때에는 추천서를 받은 날부터 3일 이내에 추천후보자 중에서 1명을 특별감찰관으로 지명하고, 국회의 인사청문을 거쳐 임명하여야 한다.

## 감찰 대상자
- 대통령의 배우자 및 4촌 이내 친족
- 대통령비서실의 수석비서관 이상의 공무원

## 권한
- 감찰대상자의 비위행위 여부를 확인하기 위해 필요한 경우 관계기관의 장에게 협조와 지원을 요청할 수 있고,필요한 자료 등의 제출이나 사실조회를 요구할 수 있음.
- 감찰대상자에게 출석․답변 요구 및 자료제출을 요구할 수 있으며,필요한 경우 감찰대상자 이외의 자에게 출석․답변 요구 및 자료제출을 요구할 수 있음.
- 감찰대상의 행위가 범죄혐의가 명백하여 형사처벌이 필요하다고 인정한 때에는 검찰총장에게 고발하고,범죄행위에 해당한다고 믿을 만한 상당한 이유가 있고 도주 또는 증거인멸 등을 방지하거나 증거확보를 위하여 필요하다고 인정한 때에는 검찰총장에게 수사의뢰를 하여야 함.
- 고발한 사건 중 처분이 이루어지지 아니하고 90일이 경과하거나 불기소처분이 이루어진 경우 검찰청법 제10조에 따라 항고를 제기할 수 있음.